# System prewencyjny
System prewencyjny (system uprzedzający, system zapobiegawczy lub system wychowawczy księdza Bosko) – metoda wychowawcza, która nie jest oparta na stosowaniu przymusu, lecz odwołuje się do potencjału dobra i rozumu, jakie wychowanek nosi w swoim wnętrzu. Wychowawca, w pełni szanując wolną wolę młodego człowieka, staje się jemu bliski, by towarzyszyć mu na drodze autentycznego wzrastania. System zapobiegawczy polega na uprzedzaniu czynów podopiecznego tak, aby nie doprowadzić do zrobienia przez niego czegoś niewłaściwego.

## Założenia systemu prewencyjnego
Twórca systemu prewencyjnego, św. Jan Bosko, nie zajmował się teorią pedagogiki, lecz wypracował swoją metodę wychowawczą dzięki pracy z młodymi ludźmi w swoim oratorium na przedmieściach Turynu.
Ksiądz Bosko oparł swój system wychowawczy na trzech zasadniczych filarach: rozumie, religii i miłości. Wychowawca ma spełniać swoje zadanie głównie przez dawanie osobistego przykładu: mądre i rozumne podejmowanie decyzji, życie zgodne z zasadami chrześcijaństwa oraz przyjazny stosunek do innych ludzi. Najistotniejszą zasadą systemu wychowawczego księdza Bosko jest niestosowanie kar pod wpływem impulsu, a także ogólne unikanie kar. 
Centralne miejsce w systemie księdza Bosko zajmują praktyki chrześcijańskie - życie zgodne z Ewangelią (przestrzeganie przykazań), częsta spowiedź oraz przystępowanie do Eucharystii. Nie należy jednak zmuszać podopiecznego do przystępowania do sakramentów, lecz gorąco zachęcać oraz umożliwiać korzystanie z nich.
System zapobiegawczy wymaga szczególnie dużo od asystenta (wychowawcy). Musi on bowiem poświęcić wychowankom szczególnie dużo czasu i uwagi. Wychowawca stosujący system prewencyjny ma za zadanie stać się przyjacielem swoich podopiecznych. Metoda ta wymaga zatem od niego zaufania do wychowanka, oraz pozostawienia mu odpowiedniej swobody "w podskakiwaniu, bieganiu i wygłupianiu się do woli". Szczególną cechą tego systemu jest też wymóg, by asystent traktował każdego z wychowanków w sposób indywidualny, gdyż to każdy wychowanek z osobna ma być "w centrum procesu wychowawczego".
Ksiądz Bosko kierował się bardzo prostą zasadą, że to nuda i bezczynność są często źródłem grzechu, zatem szczególnie akcentował konieczność konstruktywnego zajęcia młodzieży jej czasu wolnego. Uważał, że "gimnastyka, muzyka, deklamacje, teatrzyk, spacery to najskuteczniejsze środki do osiągnięcia dyscypliny, przysłużenia się moralności i zdrowiu". Do dziś takie tradycyjne zabawy nie zostały wyparte z salezjańskich oratoriów. 
System prewencyjny jest obecnie podstawową formą apostolstwa salezjanów, którzy uważają się za duchowych następców księdza Bosko, a także innych grup, zrzeszonych w ramach rodziny salezjańskiej. System zapobiegawczy jest z powodzeniem stosowany w szkołach i oratoriach, a nawet w ośrodkach opiekuńczo-wychowawczych.